# Voyska PVO
Les Voyska PVO (en russe : Войска противовоздушной обороны Voyska protivovozdushnoy oborony, Войска ПВО, « forces de défense antiaérienne ») étaient la force de défense antiaérienne de l'Union soviétique, puis après la dissolution de celle-ci, de la Russie jusqu'en 1998.

## Historique
Les forces de défense antiaérienne devinrent une composante à part entière de l'Armée soviétique en 1948 au même titre que les forces aériennes soviétiques, les forces terrestres ou la Marine soviétique. Auparavant, la défense antiaérienne faisait partie des forces aériennes. 
Contrairement aux armées de l'air occidentales, les Voyska PVO étaient donc une arme indépendante, séparée de l'armée de l'air (VVS).
Durant toute la guerre froide leur rôle était de protéger l'espace aérien soviétique d'une éventuelle agression ennemie. Elles ont détruit plus d'une quarantaine d'avions et hélicoptères étrangers dont plusieurs civils. C'est d'ailleurs les Voyska PVO qui ont abattu en 1960 l'U-2 de Francis Gary Powers, et en 1983 le Boeing 747 du vol Korean Air Lines 007, qu'elles avaient pris pour un avion ennemi.
En 1991, leurs effectifs s'élevaient à 475 000 personnels d'active et 750 000 réservistes.
En 1992, à la suite de la dislocation de l'Union soviétique, la fédération de Russie a pris le contrôle de la majeure partie des Voyska PVO et en 1998, elle intégra la Voyska PVO à l'armée de l'air russe (VVS), constituant ainsi une force aérienne unifiée regroupant attaque et défense.

## Inventaire en 1987

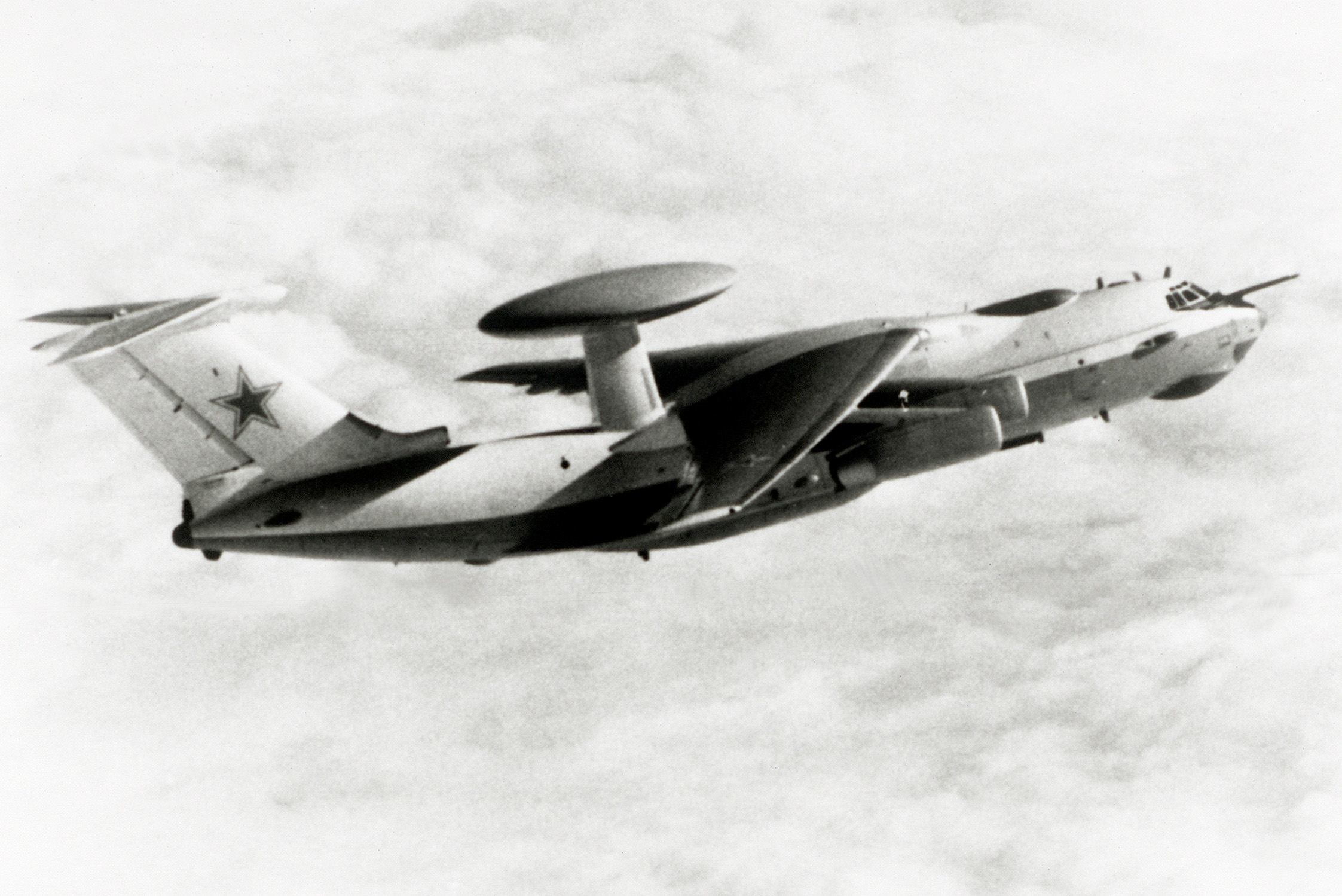
Un A-50 en 1988

1210 intercepteurs420 Mikoyan-Gurevich MiG-23 'Flogger'
305 Mikoyan-Gurevich MiG-25 'Foxbat'
240 Sukhoi Su-15 'Flagon'
5 Sukhoi Su-27 'Flanker'
80 Tupolev Tu-128 'Fiddler'
65 Yakovlev Yak-28 'Firebar'
95 Mikoyan MiG-31 'Foxhound'
Avions radars7 Tupolev Tu-126 'Moss'
1 Beriev A-50 'Mainstay'
Des milliers de batterie de missiles sol-air
Défense antimissileCentre principal d'alerte d'attaque par missile